# Vladek Sheybal
Władysław Rudolf Zbigniew "Vladek" Sheybal, född 12 mars 1923 i Zgierz, död 16 oktober 1992 i London var en polsk-brittisk skådespelare.
Sheybal är mest känd som schackmästaren Kronsteen i James Bond-filmen Agent 007 ser rött.

## Filmografi i urval
- 1957 – Medan döden väntar – Michał 'Ogromny', kompositören
- 1963 – Agent 007 ser rött – Kronsteen
- 1968 – Döden varnar bara en gång - Oleg
- 1968 – Fallet Henry Clarke – Dr. Delgado
- 1969 – När kvinnor älskar – Loerke
- 1970 – Mosquito divisionen – Löjtnant Schack
- 1970 – Marionett i kedjor – Meegern
- 1974 – S.P.Y.S. – Borisenko
- 1975 – Vinden och lejonet – The Bashaw of Tangier
- 1976 – Blodigt dubbelspel – Dutchman
- 1979 – Lavinexpressen – Zannbin
- 1979 – En dam försvinner – Trainmaster
- 1980 – Shogun (TV-serie) – Kapten Ferriera
- 1982 – Vinnare och förlorare (TV-serie)
- 1983 – Spionen som levde två gånger – General  Zorin
- 1984 – Röd gryning – General Bratchenko